# Hoàn thành đơn đặt hàng không gợn sóng
Hoàn thành đơn đặt hàng không gợn sóng  là một phương pháp được sử dụng trong các trung tâm phân phối để thực hiện các đơn đặt hàng, hoặc chọn đơn hàng. Chọn rốn là một hình thức "chọn hàng loạt" trong đó các mục cho nhiều đơn hàng được thu thập hoặc chọn cùng lúc để được chia thành các đơn hàng riêng biệt sau đó trong quy trình. Bộ sưu tập các mặt hàng được gọi là "theo loạt."  Trong lịch sử, các thuật ngữ chọn sóng và chọn theo loạt đã đồng nghĩa với việc chọn sóng là một phương tiện để đạt được chọn theo đợt.
Chọn theo loạt, cả sóng và không gợn sóng, làm giảm việc di chuyển hoặc chuyển động liên quan đến việc thực hiện các đơn đặt hàng trong một trung tâm phân phối. Chuyển động là những sản phẩm không có năng suất và một trong 7 chất thải  được xác định trong chế biến tinh gọn. Chọn hàng loạt cung cấp lợi thế lớn khi các đơn đặt hàng riêng lẻ chỉ là một vài đơn vị và nơi các mặt hàng được đặt trên các khu vực tuyệt vời như được tìm thấy trong các hoạt động Thương mại điện tử hiện đại. Trong những trường hợp như vậy, công việc, công sức và thời gian cần thiết được giảm bớt bằng cách có một tuyến đường du lịch nơi người hái hái thu thập vật phẩm từ các địa điểm được yêu cầu trong một "đợt". Tuy nhiên, hiệu quả đạt được bằng cách chọn lô được giảm bằng nỗ lực tách các mặt hàng đã thu thập thành đơn đặt hàng. Hồ sơ này là phổ biến trong các hoạt động thương mại điện tử trực tiếp đến người tiêu dùng. Một số hoạt động có thể sử dụng hệ thống lưu trữ và truy xuất tự động cho phép phân phối vật liệu để hoàn thành đơn hàng; tuy nhiên, các hoạt động này cũng thường được hưởng lợi từ các mục hàng loạt cho nhiều đơn hàng.

## Tạo hàng loạt
Sự khác biệt trong sự thỏa mãn của sóng và không gợn sóng là phương tiện tạo ra lô. Trong cả hai trường hợp, lô đại diện cho một bộ sưu tập các mặt hàng cần thiết cho một bộ đơn đặt hàng. Trong một hệ thống dựa trên sóng, một tập hợp các đơn đặt hàng cho một lô được xác định, còn được gọi là đã chọn. Tiếp theo, các mục riêng lẻ cần thiết cho bộ đơn đặt hàng được xác định và bao gồm trong lô. Kích thước của lô được giới hạn để đảm bảo rằng lô có thể được sắp xếp. Khi bao gồm các mục thứ tự trong lô, bộ sưu tập các mục có thể được nhóm thành nhiều danh sách nhiệm vụ. Mỗi danh sách nhiệm vụ được tối ưu hóa để giảm thiểu hành trình cần thiết để thu thập các mục. Toàn bộ lô được gọi là sóng và sóng hoàn thành khi đã thu được tất cả các mục cần thiết.
Trong cả hai một làn sóng và một hoạt động waveless, kích thước của lô hàng bị hạn chế bởi khả năng của quá trình phân loại hạ lưu để tách ra các mục. Mặt hàng khi đến quá trình sắp xếp có thể đến trong một chuỗi xác định, và sau đó là hệ thống phân loại phải có khả năng giữ một mục đến sớm cho đến khi mục yêu cầu mới nhất đến tham dự chương trình tự. Nếu mặt hàng mới đến không có một nơi để được tổ chức trong khi chờ đợi các mặt hàng sau khi đến, họ phải được đặt sang một bên cho đến khi một không gian hợp nhất trở nên có sẵn.
Trong một hệ thống không gợn sóng, "lô" đơn hàng không ngừng phát triển; đơn đặt hàng mới có thể được thêm vào lô vì đơn đặt hàng hiện tại đã được hoàn thành. Đây được gọi là một lô quay vòng trong đó kích thước lô được xác định động bởi hệ thống thực thi kho. Với dòng sản phẩm liên tục này thông qua lô quay vòng, khi một đơn hàng được hoàn thành, một đơn hàng khác sẽ được thêm vào quy trình. Với việc hoàn thành thứ tự chọn sóng được bó lại ở cuối sóng trong khi việc hoàn thành thứ tự chọn không gợn sóng không xảy ra liên tục.